# Songs of Ponyville
Songs of Ponyville è la seconda raccolta dedicata alla serie My Little Pony - L'amicizia è magica.

## Il disco
L'album, pubblicato il 21 aprile 2014 su iTunes, contiene 11 brani, di cui 10 provenienti dalle stagione 3 e 4. Le tracce Find a way, Make a Wish e Friendship is Magic sono proposte in inedite versioni estese.
La versione italiana dell'album viene pubblicata solo il 12 agosto 2016. A differenza della versione originale le versioni italiane di Find a way e Friendship is Magic non sono presenti in versioni estese. Make a wish è pubblicata in versione estesa ma al posto della parte cantata inedita è presente solo la base.

## Tracce

### Originali
CD 1
Edizioni musicali Hasbro Studios.
1. Hearts as Strong as Horses – 2:03 (testo: Valentine, Ingram – musica: Ingram)
2. Apples to the Core – 2:05 (testo: Levinger, Ingram – musica: Ingram)
3. Ballad of the Crystal Ponies – 1:39 (testo: McCarthy – musica: Ingram)
4. Find a Way – 1:40 (Ingram)
5. What my Cutie Mark is Telling me – 1:57 (testo: Larson, Ingram – musica: Ingram)
6. A True, True Friend – 3:31 (Ingram)
7. Raise This Barn – 2:17 (testo: Morrow – musica: Ingram)
8. Babs Seed – 1:48 (testo: Morrow, Daniel Ingram – musica: Ingram)
9. Failure Song – 1:45 (testo: McCarthy – musica: Ingram)
10. Make a Wish – 1:53 (Ingram)
11. Friendship is Magic – 2:03 (testo: Ingram, Faust – musica: Ingram)

Durata totale: 22:41

### Italiane
CD 1
Edizioni musicali Hasbro Studios.
1. Due cuori grandi – 2:03 (testo: Della Pasqua – musica: Ingram)
2. Apple fino al torsolo – 2:05 (testo: Della Pasqua – musica: Ingram)
3. La canzone dei Pony di Cristallo – 1:39 (testo: Della Pasqua – musica: Ingram)
4. Devo trovare un modo – 1:08 (testo: Della Pasqua – musica: Ingram)
5. Il mio Cutie Mark – 1:57 (testo: Della Pasqua – musica: Ingram)
6. Un vero amico – 3:31 (testo: Della Pasqua – musica: Ingram)
7. Tiriamo su questo granaio – 2:17 (testo: Della Pasqua – musica: Ingram)
8. Cattivo seme – 1:48 (testo: Della Pasqua – musica: Ingram)
9. Son pronta a questo, chi lo sa? – 1:45 (testo: Della Pasqua – musica: Ingram)
10. Esprimi il tuo desiderio – 1:53 (testo: Della Pasqua – musica: Ingram)
11. L'amicizia è magica – 0:35 (musica: Ingram)

Durata totale: 20:41

## Interpreti
| #  | Originali                                                                         | Italiani                                                                                                   |
| -- | --------------------------------------------------------------------------------- | --- |
| 1  | Michelle Creber, Madeleine Peters                                                 | Renata Bertolas, Artista ignoto                                                                            |
| 2  | Ashleigh Ball, Michelle Creber, Peter New, Tabitha St. Germain, Shannon Chan-Kent | Maria Silvia Roli, Artista ignoto, Luca Sandri, Graziella Porta, Silvia Pinto                              |
| 3  | Rebecca Shoichet, Ashleigh Ball, Kazumi Evans, Andrea Libman, Shannon Chan-Kent   | Emanuela Pacotto, Renata Bertolas, Greta Bortolotti, Maria Silvia Roli, Marisa Della Pasqua, Vera Calacoci |
| 4  | Rebecca Shoichet                                                                  | Emanuela Pacotto                                                                                           |
| 5  | Ashleigh Ball, Andrea Libman, Shannon Chan-Kent, Kazumi Evans                     | Renata Bertolas, Marisa Della Pasqua, Vera Calacoci, Maria Silvia Roli, Greta Bortolotti                   |
| 6  | Rebecca Shoichet, Ashleigh Ball, Andrea Libman, Kazumi Evans, Shannon Chan-Kent   | Emanuela Pacotto, Marisa Della Pasqua, Renata Bertolas, Greta Bortolotti, Maria Silvia Roli                |
| 7  | Ashleigh Ball, Michelle Creber                                                    | Maria Silvia Roli, Artista ignoto                                                                          |
| 8  | Michelle Creber, Madeleine Peters                                                 | Renata Bertolas, Vera Calacoci, Artista ignoto                                                             |
| 9  | Rebecca Shoichet, Cathy Weseluck                                                  | Emanuela Pacotto, Tania De Domenico                                                                        |
| 10 | Shannon Chan-Kent                                                                 | Silvia Pinto                                                                                               |
| 11 | Rebecca Shoichet                                                                  | Artista ignoto                                                                                             |

## Musicisti
| Artista         | Strumento/Ruolo      | Traccia                                                                                         |
| --------------- | -------------------- | ----------------------------------------------------------------------------------------------- |
| David Corman    | Chitarra             | Hearts as Strong as Horses, Babs Seed                                                           |
| David Corman    | Mandolino            | Hearts as Strong as Horses                                                                      |
| David Corman    | Basso                | Hearts as Strong as Horses                                                                      |
| David Corman    | Batteria             | Babs Seed                                                                                       |
| Steffan Andrews | Orchestrazione       | Hearts as Strong as Horses, What my Cutie Mark is Telling me, A True, True Friend, Failure Song |
| Caleb Chan      | Violino              | Apples to the Core                                                                              |
| Cameron Wilson  | Violino              | Raise this Barn                                                                                 |
| Trevor Hoffman  | Arrangiamento corale | Raise this Barn                                                                                 |